# Giáo dục phạm nhân

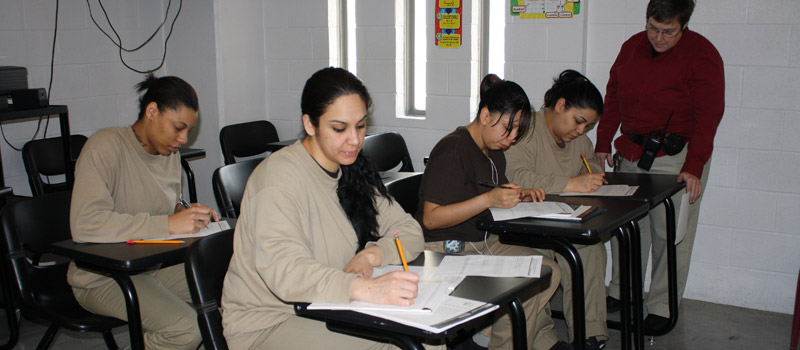
Một lớp học dành cho các phạm nhân ở Mỹ.

Giáo dục phạm nhân, hay còn gọi là giáo dục trong tù đề cập tới bất kỳ hoạt động giáo dục nào diễn ra trong nhà tù. Các hoạt động này có thể bao gồm các chương trình xóa mù chữ cơ bản, các chương trình giáo dục tương đương cấp trung học cơ sở, giáo dục nghề nghiệp và giáo dục bậc cao. Bên cạnh đó, một số hoạt động khác như chương trình phục hồi chức năng, giáo dục thể chất, và các chương trình thủ công mỹ nghệ cũng có thể được coi là một hình thức giáo dục phạm nhân. Hệ thống nhà tù thường cung cấp, quản lý và chi trả cho các chương trình này, mặc dù trong một số trường hợp có thể yêu cầu phạm nhân trả tiền cho các chương trình giáo dục từ xa. Lịch sử của giáo dục phạm nhân và công tác giáo dục phạm nhân hiện nay ở các quốc gia rất khác nhau.
Phạm nhân trung bình thường có trình độ học vấn thấp hơn so với mặt bằng chung dân số. Mục đích của giáo dục phạm nhân là giúp họ dễ kiếm việc làm hơn sau khi ra tù. Vẫn còn nhiều khó khăn trong việc quản lý và tham gia các chương trình giáo dục phạm nhân. Những thách thức phổ biến bao gồm: thiếu nhân viên và ngân sách, thiếu tài nguyên giáo dục và máy tính, và việc luân chuyển tù nhân giữa các cơ sở. Các tù nhân có thể không muốn tham gia, thường là do từng thất bại trong học tập hoặc thiếu động lực.
Các nghiên cứu đều chỉ ra rằng giáo dục phạm nhân là một cách hiệu quả để giảm tỷ lệ tái phạm tội, từ đó giảm phí tổn của các bản án trong tương lai. Tại Vương quốc Anh, người ta ước tính rằng mỗi bảng chi cho giáo dục phạm nhân tiết kiệm cho người nộp thuế hơn hai bảng, và ở Hoa Kỳ, tỷ lệ đó là 4-5 đô la cho mỗi đô chi cho giáo dục. Bất chấp lợi ích của các chương trình này, tỷ lệ giáo dục phạm nhân vẫn còn thấp ở nhiều quốc gia, và các nỗ lực nhằm tăng đầu tư cho giáo dục phạm nhân đã bị phản đối. Những người phản đối cho rằng đây là một sự lãng phí tiền bạc và các phạm nhân không xứng đáng được hưởng điều này.

## Lịch sử

### Châu Âu
Lịch sử công tác giáo dục cải tạo phạm nhân ở các quốc gia Châu Âu rất khác nhau. Từ lâu, các nước Bắc Âu đã tổ chức giáo dục cho phạm nhân, đặc biệt là Thụy Điển, nơi được coi là tiên phong trong vấn đề này. Vào năm 1842, nước này thực hiện chính sách giáo dục bắt buộc cho phạm nhân dưới 35 tuổi, và việc giáo dục hướng nghiệp có thể đã bắt đầu từ năm 1874, khi nhà tù Uppsala thuê một thợ mộc về để dạy nghề cho các phạm nhân. Ở Đan Mạch, người chưa thành niên phạm tội được tiếp cận giáo dục từ những năm 1850 và điều này trở nên bắt buộc từ năm 1930. Giáo dục phạm nhân ở các nhà tù cho người trưởng thành có từ năm 1866, và tất cả tù nhân dưới 30 tuổi buộc phải tham gia giáo dục bắt buộc từ năm 1952. Na Uy mở nhà tù đầu tiên tập trung vào giáo dục cải tạo vào năm 1851. Đến năm 1875, 8/8 nhà tù trên cả nước đều tổ chức giáo dục phạm nhân, và đến cuối thế kỷ 19, bất kỳ phạm nhân nào chưa hoàn thành chương trình tiểu học và trung học cơ sở phải hoàn thành khi ở trong tù. Tính đến năm 2007, mọi nhà tù ở Na Uy đều có trường học dành cho phạm nhân. Ở Phần Lan, một đạo luật thông qua năm 1866 đảm bảo rằng tất cả các phạm nhân đều được tiếp cận giáo dục tiểu học, mặc dù việc thực hiện đã gặp phải những khó khăn thực tế. Một cuộc cải cách giáo dục thành công hơn được thực hiện vào năm 1899, các chính sách từ đó vẫn được duy trì cho đến năm 1975. Tuy nhiên Iceland, một quốc gia tính đến năm 2011 trung bình chỉ có 137 phạm nhân, chỉ bắt đầu tổ chức các chương trình giáo dục phạm nhân vào năm 1971.
Từ năm 1939 đến 1975, dưới sự cai trị của Francisco Franco, các nhà tù ở Tây Ban Nha nổi tiếng với sự đàn áp và điều kiện sống khắc nghiệt. Sau này, các quy định đã bớt hà khắc hơn, Hiến pháp năm 1978 tuyên bố rằng các nhà tù nên được định hướng cải tạo hơn là lao động cưỡng bức. Trong khi vẫn tồn tại khả năng tiếp cận giáo dục bậc cao, một báo cáo của Tổ chức Theo dõi Nhân quyền năm 1992 chỉ ra rằng hầu hết các nhà tù chỉ cung cấp giáo dục cơ bản và một số khóa đào tạo nghề, và các tù nhân nữ có ít cơ hội tiếp cận với giáo dục hơn so với nam giới. Tính đến năm 2018, Đại học Giáo dục Từ xa Quốc gia (Universidad Nacional de Educación a Distancia) là cơ sở duy nhất được phép đào tạo đại học cho phạm nhân. Năm 1976, luật pháp ở Ý quy định rằng các tù nhân có quyền học đại học. Tuy nhiên, các tù nhân không thể hoàn thành các khóa học vì các nhà tù không cho giáo viên vào hoặc cho phép học viên hoàn thành các kỳ thi. Các phạm nhân chỉ được phép học ở đại học từ năm 1986. sau này luật tiếp tục được nới lỏng, phạm nhân có thêm các quyền vào năm 2000, giúp cải thiện đáng kể khả năng tiếp cận giáo dục. Nhiều quan hệ đối tác giữa các nhà tù và trường đại học đã được thiết lập từ đầu những năm 2000 đến giữa những năm 2010.
Sự phát triển đáng kể đầu tiên trong giáo dục phạm nhân ở Anh là Đạo luật Gaol năm 1823, kêu gọi mở lớp đọc viết trong tất cả các nhà tù. Từ những năm 1850, các cán bộ quản giáo đã nhận ra tầm quan trọng của việc biết đọc biết viết, thế nhưng, họ vẫn phản đối việc cho phạm nhân tiếp cận giáo dục bậc cao với lý do rằng chỉ giáo dục thôi sẽ không giúp "nâng cao đạo đức". Đạo luật Nhà tù năm 1877 được coi là đã thiết lập hệ thống nhà tù đến những năm 1990, vốn chỉ cung cấp các chương trình đào tạo "có chọn lọc và hạn chế". Vào năm 1928, phần lớn các nhà tù ở Anh vẫn chỉ cung cấp các lớp giáo dục cơ bản nhất. Đến năm 1958, trong khi số lượng cán bộ giảng dạy trong tù tăng lên, không có tiến bộ đáng kể nào khác trong giáo dục phạm nhân. Các chương trình giáo dục không được cải thiện cho đến năm 1992, khi chính quyền quyết định thuê ngoài trên cơ sở cạnh tranh. Hơn 150 tổ chức ứng tuyển, và đến năm 1994, có 45 nhà cung cấp giáo dục ở 125 nhà tù, cung cấp các hình thức giáo dục khác nhau bao gồm cả giáo dục trung học và giáo dục bậc cao.
Ở Nga, các nỗ lực cải tạo phạm nhân có lẽ đã được thực hiện lần đầu vào năm 1819. Các cải cách này bao gồm dạy phạm nhân về "lòng mộ đạo và đạo đức tốt", tuy nhiên, điều này được cho là không khả thi do điều kiện chật chội, nghèo đói và thiếu các dịch vụ khác. Thay vào đó, chính quyền cải thiện điều kiện sống trong tù trước, sau đó mới dần tổ chức các hoạt động "giáo dục tôn giáo và đạo đức". Năm 1918, có gợi ý rằng nên dạy học cho trẻ em trong tù. Tuy nhiên, rất ít chương trình giáo dục được thực hiện do các mục tiêu đối lập nhau ở các cơ quan và khu vực tài phán khác nhau. Trong những năm 1920, việc thanh toán nạn mù chữ được đẩy mạnh trong các trại cải tạo. Hầu hết tất cả các trại đều có các lớp học về "giáo dục chính trị", một số còn có các lớp học về khoa học tự nhiên, lịch sử văn hóa và ngoại ngữ.

### Bắc Mỹ

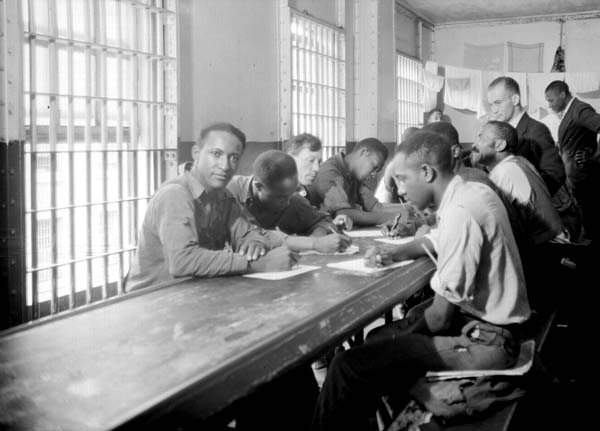
Một lớp học xóa mù chữ cho người Mỹ gốc Phi trong một nhà tù ở New Orleans, 1937

Ở Hoa Kỳ, từ đầu thế kỷ 19, các tuyên úy đã tổ chức giáo dục tôn giáo cho phạm nhân, và các chương trình giáo dục thế tục ban đầu được phát triển để hỗ trợ các phạm nhân đọc hiểu Kinh thánh và các văn bản tôn giáo khác. Chương trình giáo dục cải tạo tù nhân đáng chú ý đầu tiên được phát động vào năm 1876. Zebulon Brockway, người đứng đầu nhà tù Elmira Reformatory ở New York, là người đầu tiên thực hiện một chương trình như vậy. Ông tin rằng việc giáo dục phạm nhân sẽ huấn luyện và điều chỉnh tư tưởng tù nhân để chấp nhận những ý nghĩ và nguyên tắc khiến họ trở thành những công dân tốt. Đến năm 1900, các bang Massachusetts, Ohio, Pennsylvania, Indiana, Illinois và Minnesota đã áp dụng hệ thống giáo dục của Elmira, và đến những năm 1930, hầu hết các nhà tù trên toàn liên bang đều sử dụng chương trình giáo dục. Tuy nhiên, việc giáo dục bậc cao đến mãi sau này mới có. Năm 1960, có 9 bang tổ chức các chương trình giáo dục bậc cao cho phạm nhân; chỉ tới năm 1983, giáo dục bậc cao mới phổ cập ở hầu hết các tiểu bang.
Sự sẵn có và hỗ trợ cho các chương trình giáo dục thường thay đổi thất thường ở Hoa Kỳ do chính sách thường dao động, thay đổi từ tập trung cải tạo sang tập trung kiểm soát tội phạm. Từ năm 1972 đến 1995, các phạm nhân ở Hoa Kỳ có thể nộp đơn xin Trợ cấp Pell, một chương trình của chính quyền liên bang hỗ trợ tài chính cho sinh viên. Tuy nhiên, vào năm 1994, Quốc hội đã thông qua Đạo luật Kiểm soát Tội phạm Bạo lực và Thực thi Pháp luật, từ chối trợ cấp cho bất kỳ ai bị giam giữ. Kết quả là đến năm 2005 chỉ có khoảng một chục nhà tù cung cấp giáo dục bậc cao, so với 350 vào đầu những năm 1990; con số này ở New York giảm từ 70 xuống còn 4. Vào năm 2015, Tổng thống Barack Obama tạo ra một chương trình thí điểm cho phép một số lượng hạn chế các phạm nhân được nhận Trợ cấp Pell. Sau động thái này, hơn 200 trường đại học ở 47 bang đã bày tỏ sự quan tâm đến việc tổ chức chương trình giáo dục bậc cao cho các phạm nhân. Lệnh cấm này được dỡ bỏ vào tháng 12 năm 2020, và kết quả là, hàng nghìn phạm nhân ở Hoa Kỳ có lại tư cách nhận hỗ trợ tài chính liên bang.
Giáo dục phạm nhân ở Canada phát triển song song với Hoa Kỳ. Ủy ban Hoàng gia vào năm 1914 và 1936 đều khuyến nghị thay thế các chương trình lao động cải tạo, ít nhất là ở một mức độ nào đó, bằng các chương trình giáo dục cải tạo. Tuy nhiên, điều này chưa trở nên phổ biến cho đến giữa những năm 1940.

### Vùng Caribe
Barbados thành lập hệ thống nhà tù vào năm 1945. Tới năm 1956, các chương trình giáo dục phạm nhân mới được chính thức áp dụng, tập trung vào khả năng đọc viết và làm toán cơ bản, mặc dù nữ phạm nhân không được phép tham gia cho đến khi Đạo luật Cải cách Nhà tù 1961–66 được thông qua. Phạm nhân trên 25 tuổi cũng không được phép tham gia cho đến năm 1990, khi Barbados thông qua yêu của Hội nghị Thế giới về Giáo dục cho Tất cả mọi người. Cũng vào thời điểm này, hệ thống nhà tù ở Barbados cũng bắt đầu tổ chức giáo dục nghề nghiệp và giáo dục trung học. Cộng hòa Dominica thực hiện cải cách nhà tù vào năm 2003. Gần một nửa trong số 35 nhà tù ở nước này bắt buộc phạm nhân phải biết đọc biết viết; nếu từ chối học thì sẽ bị tước một số đặc quyền như gặp thân nhân. Tính đến năm 2012, 36/268 phạm nhân tại nhà tù nữ Najayo đang học đại học về luật hoặc tâm lý học.
Sau cuộc cách mạng Cuba vào những năm 1950, tiếp cận tới hòn đảo và thông tin về điều kiện nhà tù ở Cuba trở nên hạn chế. Chính phủ cho phép nhà báo tiếp cận một cách hạn chế các cơ sở giam giữ vào năm 2013, nhưng không rõ những cơ sở này có thể đại diện cho toàn bộ hệ thống nhà tù tới mức nào. Các cơ quan chức năng không cho phỏng vấn riêng, đồng thời nêu bật hệ thống giáo dục và lao động cải tạo phạm nhân, bao gồm việc đào tạo thợ lành nghề như thợ mộc. Theo một báo cáo năm 1988 của Viện Nghiên cứu Chính sách, các phạm nhân được học hết lớp 9, được đào tạo kỹ thuật và có tới 85% dân số làm việc. Cải tạo chính trị cũng đóng một vai trò quan trọng trong hệ thống hình phạt ở Cuba.

### Nam Mỹ
Ở Nam Mỹ, cơ hội giáo dục trong nhà tù nói chung không bằng châu Âu và Bắc Mỹ. Nguồn lực dành cho giáo dục còn thiếu do tỷ lệ giam giữ gia tăng và nhà tù quá tải, một phần nguyên nhân do cuộc chiến chống ma túy. Ở Argentina, nước này bắt đầu tổ chức các chương trình giáo dục phạm nhân từ những năm 1950. Mặc dù thông tin chi tiết về chương trình giáo dục phạm nhân và hiệu quả của các chương trình này là không nhiều, việc thiếu dữ liệu sẵn có được cho là do tham nhũng trong hệ thống nhà tù, cùng với điều kiện sống tồi tàn và mức độ bạo lực cao. Một đạo luật ban hành năm 1996 đảm bảo tất cả các phạm nhân chưa học hết 9 năm giáo dục bắt buộc đều có thể tham gia các chương trình giáo dục phạm nhân. Do những hạn chế về hành chính, trung bình chỉ có khoảng 25% phạm nhân đủ điều kiện tham gia vào các chương trình này tính đến năm 2010.
Tính đến năm 2009, Brazil được coi là nước có một trong những chính sách tiến bộ nhất về giáo dục phạm nhân ở Nam Mỹ. Năm 1984, Quốc hội Brasil thông qua luật cải cách nhà tù, công nhận quyền được tiếp cận giáo dục và các dịch vụ khác của tù nhân, mặc dù luật này vẫn chưa được thực thi một cách hiệu quả. Tính đến năm 1998, một số nhà tù hoàn toàn không tổ chức các hoạt động giáo dục phạm nhân, trong khi những nhà tù khác chỉ có "một phần nhỏ" phạm nhân theo học; đơn cử, chỉ khoảng 23% phạm nhân ở Nhà tù bang São Paulo ghi danh vào một số hình thức giáo dục. Bên cạnh đó, tiếp cận giáo dục trong các nhà tù nữ khó khăn hơn so với nhà tù nam. Một báo cáo năm 2002 của Tòa án Trách nhiệm giải trình Liên bang ước tính rằng hơn 90% ngân sách liên bang dành cho hệ thống nhà tù được chi cho xây mới nhà tù và nguồn vốn cho các chương trình bao gồm giáo dục phạm nhân không được sử dụng cho các chính sách nhất quán, mà cho các sáng kiến lẻ tẻ, lác đác do các bang đề xuất. Tính đến năm 2004, người ta ước tính rằng chưa đến 20% trong số 400.000 phạm nhân ở Brazil được tiếp cận giáo dục.

### Châu Đại Dương

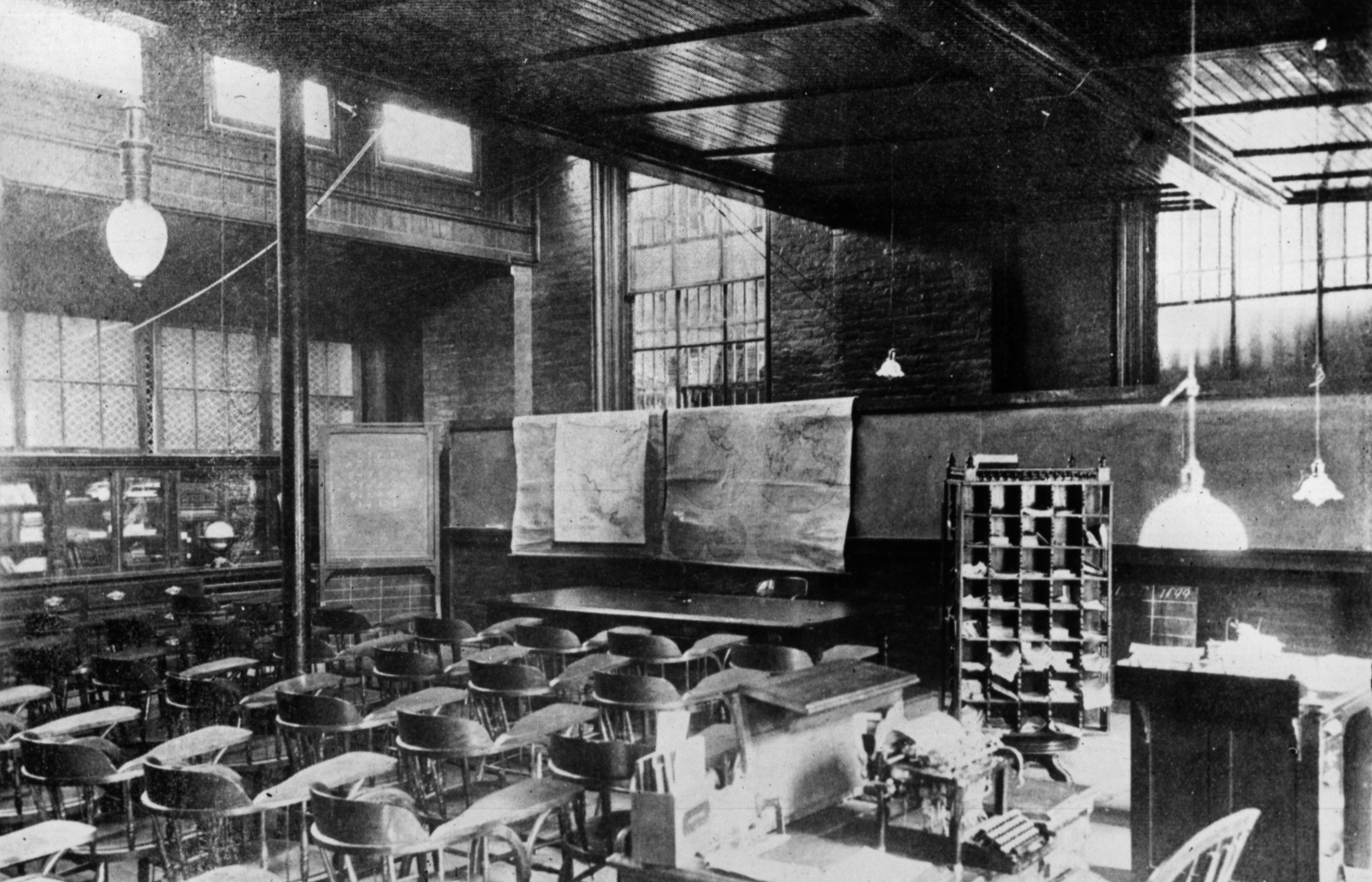
Một lớp học tại một nhà tù ở New South Wales, Úc, khoảng năm 1900.

Ở Úc, chương trình giáo dục phạm nhân chính thức đầu tiên được thực hiện vào năm 1862, tại nhà tù Darlinghurst Gaol, bang New South Wales. Cơ sở này đã thuê một hiệu trưởng về để cung cấp giáo dục tiểu học và giáo dục đạo đức cho bất kỳ phạm nhân nào muốn theo học. Trước đó, các phạm nhân đã dạy học cho nhau trong tù. Vào đầu những năm 1900, chương trình xóa mù chữ cơ bản được phổ cập ở các nhà tù Úc, và đến những năm 1950, tất cả các nhà tù lớn trên toàn nước Úc đều cung cấp một số hình thức giáo dục và đào tạo, mặc dù không quá 15 đến 20% phạm nhân mỗi nhà tù được tham gia cùng một lúc.
Vào năm 1996, Ủy ban Thượng viện về Việc làm, Giáo dục và Đào tạo công bố Senate Report of the Inquiry into Education and Training in Correctional Facilities (Báo cáo Thượng viện Điều tra về Giáo dục và Đào tạo trong các Cơ sở Cải tạo). Theo đó, lịch sử giáo dục phạm nhân ở Úc có thể được coi là một nỗi ô nhục. Cơ sở vật chất hầu như không tồn tại hoặc vô cùng tồi tàn, giáo trình và tài nguyên học thì thiếu thốn và lạc hậu. Bản báo cáo đưa ra một số khuyến nghị để cải thiện giáo dục phạm nhân, bao gồm cả việc phát triển một chiến lược quốc gia. Năm 2001, Úc phát động một chiến lược quốc gia và đến năm 2006, tất cả các bang và vùng lãnh thổ đều tổ chức một số hình thức giáo dục bậc cao cho phạm nhân. Tuy nhiên, các bang và vùng lãnh thổ vẫn giữ quyền kiểm soát đối với hệ thống giáo dục phạm nhân của mình; và không có một hệ thống chung toàn quốc nào dẫn đến sự khác biệt đáng kể ở các bang. Ví dụ, các phạm nhân ở Lãnh thổ Thủ đô Úc được phép có máy tính xách tay trong phòng giam cho mục đích giáo dục từ năm 2006, tuy nhiên tính đến năm 2020, điều này vẫn chưa được áp dụng ở New South Wales. Do đó, ở đây không có các chương trình giáo dục và cải tạo yêu cầu phải có máy tính.
Theo New Zealand Annual Review of Education, sự sẵn có và chất lượng của giáo dục phạm nhân ở nước này đã giảm đáng kể từ năm 1959 đến 2005, do chính sách của chính phủ thay đổi từ tập trung cải tạo sang tập trung trừng phạt. Một báo cáo của Ombudsman năm 2005 cho biết các hoạt động cải tạo và lao động sản xuất trong tù còn ít ở New Zealand.

### Châu Á
Mọi người đều biết rằng động cơ phạm tội là do thiếu học thức và đạo đức. Nguyên tắc của nhà tù hiện đại là làm cho phạm nhân hối cải và biến những kẻ ngu dốt, tai tiếng và yếu kém thành những công dân tốt, bởi vậy việc giáo dục đạo đức và tri thức là không thể thiếu. 
Ở Nhật Bản, giáo dục phạm nhân có thể đã bắt đầu từ năm 1871, khi một nhà tù ở Tokyo bắt đầu đưa vào giảng dạy đạo đức học ứng dụng. Hệ thống nhà tù bắt đầu tổ chức các lớp đọc viết với quy mô lớn hơn vào năm 1881. Vào cuối những năm 1880, người ta tin rằng đối với phạm nhân, giáo dục đạo đức là quan trọng nhất, và đến những năm 1890, giáo dục được coi là một trong những vấn đề quan trọng nhất của hệ thống nhà tù. Năm 1910, một đạo luật về nhà tù ở Nhật Bản yêu cầu tất cả phạm nhân chưa thành niên và bất kỳ phạm nhân trưởng thành nào có nhu cầu phải được tiếp cận giáo dục. Theo quy định, hai đến bốn giờ mỗi ngày phải được dành cho giáo dục. Năm 1952, giáo dục từ xa qua thư từ được áp dụng ở tất cả nhà tù, và vào năm 1955, một trường trung học phổ thông cho những phạm nhân chưa thành niên chưa hoàn thành chương trình giáo dục bắt buộc được thành lập tại nhà tù vị thành niên Matsumoto. Tính đến năm 2018, đây vẫn là trường trung học phổ thông trong tù duy nhất ở Nhật Bản và các phạm nhân nam trên toàn quốc có thể được chuyển đến đó nếu muốn.
Ở Trung Quốc, sau khi Trung Hoa Dân Quốc được thành lập, hàng loạt thay đổi đã được thực hiện với hệ thống nhà tù vào những năm 1920. Đối mặt với những chỉ trích về thực trạng giáo dục của phạm nhân, hệ thống nhà tù đã chuyển hướng phương pháp cải tạo từ dạy tôn giáo và đạo đức sang giáo dục tri thức và lao động khổ sai. Các nhà chức trách nỗ lực phát triển một chương trình giáo dục đa dạng và hiệu quả. Ngoài việc dạy chữ và số học, các lớp học còn dạy về âm nhạc và các tác phẩm, đạo đức, Nho giáo, lòng yêu nước và học thuyết chính trị; việc giảng dạy học thuyết về đảng đã tăng lên đáng kể trong những năm 1930. Năm 1981, Cộng hòa Nhân dân Trung Hoa kết hợp giáo dục phạm nhân vào chương trình giáo dục quốc gia, gia tăng đáng kể khả năng tiếp cận giáo dục của phạm nhân.
Ở Ấn Độ, ngay từ thế kỷ 19 đã có các báo cáo cho thấy nhu cầu cần có giáo dục phạm nhân, tuy nhiên, mục đích chủ yếu của các nhà tù vẫn là trừng phạt. Năm 1983, mặc dù Ấn Độ đã triển khai các chương trình dạy nghề, những chương trình này còn thiếu nhân lực, thiếu nguồn vốn, và lỗi thời. Đại học Mở Quốc gia Indira Gandhi (IGNOU) đóng một vai trò quan trọng trong giáo dục phạm nhân ở Ấn Độ. Đây là trường đại học đầu tiên của nước này vận hành một trung tâm nghiên cứu trong tù ở nhà tù Tihar vào năm 1994. Đến năm 2010, IGNOU có 52 trung tâm nghiên cứu trong tù với khoảng 1.500 học viên; và một số trường đại học khác cũng đang thực hiện các chương trình giáo dục phạm nhân ở Ấn Độ. Tuy nhiên, số lượng ghi danh vẫn tương đối thấp, vì chỉ những sinh viên trả phí mới được phép tham gia các khóa học. Vào năm 2010, IGNOU đã hợp tác với Bộ Nội vụ để bắt đầu cung cấp chương trình giáo dục miễn phí cho phạm nhân.

### Châu Phi

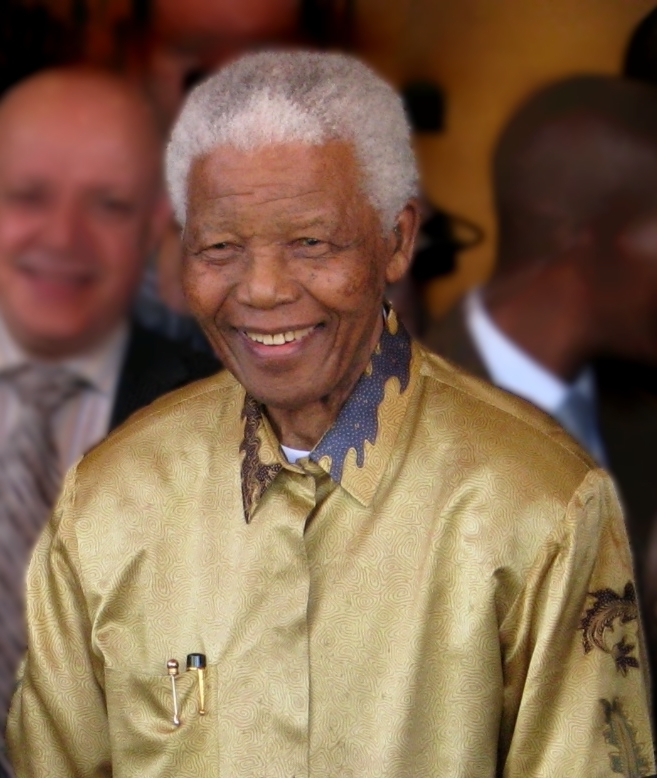
Nelson Mandela học Cử nhân Luật trong khi bị giam trên đảo Robben.

Ở châu Phi, giáo dục phạm nhân còn tương đối ít phổ biến hơn so với phương Tây. Nhà tù đầu tiên ở Nigeria được thành lập vào năm 1872, tuy nhiên, tính đến năm 2010, chưa có chương trình giáo dục chính thức nào được thực hiện bởi chính phủ Nigeria. Vào năm 1986, có một nhà tù đã phát động các chương trình giáo dục có tổ chức, điều hành và tài trợ bởi các phạm nhân. Sau cái chết của người đứng đầu Nigeria Sani Abacha vào năm 1998, nhiều tù nhân chính trị được trả tự do, thu hút sự chú ý của truyền thông về "những điều kiện nghiệt ngã" trong tù. Mục đích duy nhất của nhà tù ở Nigeria là trừng phạt, với rất ít hoặc không có nguồn lực nào được chi cho cơ sở hạ tầng và các chương trình cải tạo, như giáo dục. Giáo dục phạm nhân ở mỗi nhà tù một khác, nhưng thường chỉ dừng lại ở học nghề không chính thức để duy trì hoạt động của nhà tù. Đến năm 2016, Đại học Mở Quốc gia Nigeria thành lập các trung tâm đào tạo tại sáu nhà tù, và giảm 50% học phí cho phạm nhân.
Năm 1961, Nam Phi bắt đầu giam giữ các tù nhân chính trị và tù nhân hình sự trên đảo Robben. Vào thời điểm đó, các phạm nhân được khuyến khích học tập, và hệ thống nhà tù khởi động một chương trình dạy chữ cho các phạm nhân, mặc dù chỉ những phạm nhân gia đình có đủ khả năng chi trả học phí mới được phép tham gia. Mức độ tiếp cận giáo dục sau đó đi lên một thời gian rồi lại đi xuống do các chính sách thay đổi liên tục. Vào cuối những năm 1960, trước lo ngại rằng việc dạy học nâng cao tinh thần của phạm nhân một cách quá mức, các chương trình này đã bị hạn chế. Nhiều nhà sử học cũng suy đoán rằng hệ thống nhà tù lo ngại các phạm nhân có thể có học vấn cao hơn cả cai ngục. Các phạm nhân có thể được giáo dục từ xa qua thư từ với Chương trình Quốc tế của Đại học Luân Đôn. Nelson Mandela đã hoàn thành bằng Cử nhân Luật trong khi bị giam giữ, mặc dù ông đã bị tước đặc quyền giáo dục trong bốn năm sau khi quản ngục phát hiện ra ông đang viết tự truyện, điều bị cấm vào thời điểm đó. Nỗ lực giáo dục chính trị của các phạm nhân đã bị cản trở đáng kể do nhà tù cấm tiếp cận với báo, đài và truyền hình. Những hạn chế này đã được dỡ bỏ vào cuối những năm 1970; Jeff Radebe đứng đầu một chương trình giáo dục chính trị tại một nhà tù vào những năm 1980. Vào năm 1993, giáo dục được cho là một đặc ân chứ không phải là một trong những quyền của phạm nhân. Nhà tù trả lương cho một số phạm nhân để tổ chức các khóa xóa mù chữ cơ bản, thay vì các giáo viên có trình độ, và giáo dục bậc cao chỉ dành cho những ai có đủ tiền tham gia các khóa giáo dục từ xa qua thư.
Với sự tài trợ của Chương trình Phát triển Liên hợp quốc, một chương trình xóa mù chữ cơ bản cho các tù nhân đã được triển khai ở Ghana vào năm 2003, và đến năm 2008, tất cả các nhà tù đều tổ chức giáo dục phạm nhân, mặc dù hiệu quả của các chương trình này bị ảnh hưởng nghiêm trọng do thiếu nguồn lực. Trong nhiều năm, phạm nhân ở Maroc chỉ được học kỹ năng làm nông nghiệp ở các nhà tù nông nghiệp. Một báo cáo năm 2014 chỉ ra rằng các cơ hội giáo dục ngày càng tăng và hệ thống nhà tù đang triển khai các chương trình xóa mù chữ, giáo dục dạy nghề, và các chương trình giáo dục khác.

## Các chương trình
Các chương trình giáo dục phạm nhân có thể bao gồm các chương trình xóa mù chữ cơ bản, các chương trình giáo dục tương đương cấp trung học cơ sở, giáo dục nghề nghiệp và các chương trình giáo dục bậc cao. Các hoạt động không chính thức dạy các kỹ năng mới, như nghệ thuật, thủ công hoặc sân khấu nghiệp dư, cũng có thể được coi là một hình thức giáo dục phạm nhân. Tương tự, một số quốc gia coi các chương trình cải tạo hoặc giáo dục thể chất là giáo dục phạm nhân, trong khi một số khác thì không. Các nhà tù thường chi trả cho các chương trình này. Các nhà tù cũng có thể tự tổ chức giáo dục phạm nhân hoặc thuê các nhà cung cấp giáo dục bên ngoài. Giáo dục tiểu học, trung học và dạy nghề thường miễn phí, mặc dù một số quốc gia yêu cầu tù nhân hoặc nhân thân phải trả tiền cho các chương trình giáo dục từ xa. Trong 28 nước châu Âu được khảo sát vào năm 2012, 15 nước được báo cáo là đang cung cấp chương trình đào tạo từ xa miễn phí cho các tù nhân và 13 nước yêu cầu phạm nhân trả tiền. Trong một số trường hợp, chỉ một số khóa học nhất định là không phải trả tiền; ở Đan Mạch, chỉ có giáo dục tiểu học và trung học cơ sở là miễn phí, các phạm nhân phải trả tiền một phần cho các chương trình bậc cao hơn. Nhiều nhà tù quy định rằng các chương trình giáo dục phải tập trung vào các kỹ năng văn chương cơ bản, và một số nơi không cung cấp giáo dục bậc cao hơn. Có ý kiến cho rằng cách tiếp cận như vậy tạo ra khoảng trống để phát triển thêm các kỹ năng, ngụ ý sai lầm rằng người với những kỹ năng cơ bản nhất sẽ không còn phạm tội.
Phạm nhân ở Anh và Úc có thể tiếp cận các khoản vay chính phủ để học đại học. Các nhóm từ thiện, chẳng hạn như Prisoners' Education Trust ở Anh, có thể chấp nhận đơn xin trợ cấp từ những phạm nhân không có khả năng chi trả cho chương trình giáo dục từ xa. Ở cả Úc và Anh, phạm nhân bị tạm giam hoặc ở bệnh viện không đủ điều kiện tham gia học tập, tương tự như phạm nhân bị tạm giam ở Ba Lan. Tuy nhiên, Na Uy và Phần Lan không tách riêng những người bị tạm giam, bởi vậy họ được hưởng các cơ hội giáo dục tượng tự như phạm nhân thông thường. Ở Đan Mạch và Thụy Điển, những người bị tạm giam được hưởng một số chương trình giáo dục, mặc dù ít hơn so với các phạm nhân khác.